# Copa Cirio
A Copa Cirio foi um torneio amistoso de futebol de verão que aconteceu duas vezes, em Roma, Itália, em 1998 e em Santiago, Chile, em 1999. O torneio foi organizado pela companhia de comida italiana Cirio. Foram disputadas duas edições em que participaram o clube italiano Lazio: o primeiro, em 1998, contra a Fiorentina, e o segundo, em 1999, contra a Universidad de Chile.

## História
A Copa Cirio de 1998 foi a primeira edição do torneio e consistiu na disputa de um único jogo disputado em agosto daquele ano, em Roma, entre os clubes italianos Lazio e Fiorentina, sendo o primeiro patrocinado pela empresa Cirio.
A partida, que aconteceu no Estádio Olímpico de Roma, resultou em uma vitória por 1-0 da Lazio, com um pênalti marcado no atacante chileno Marcelo Salas, aos 45 minutos.
No ano seguinte, em 1999 foi a segunda edição do torneio e consistiu também na disputa de uma única partida, em maio desse ano, em Santiago do Chile, entre a Universidad de Chile e o clube italiano Lazio, ainda patrocinado na época pela empresa Cirio.
O jogo, que foi organizado no Estádio Nacional de Chile, resultou em um empate em 1 a 1, cujo vencedor foi definido na disputa por pênaltis. A Universidad do Chile venceu por 5 a 4 e ganhou o troféu. Também aconteceu uma homenagem a Marcelo Salas, que jogou e é ídolo do clube chileno.